# Зимові Дефлімпійські ігри 1983
X Зимові Дефлімпійські ігри пройшли в м. Мадонна-ді-Кампільйо, Італія, з 16 по 23 січня 1983 року. У змаганнях взяло участь 147 спортсменів з 15 країн. Було введене нове правило, що, починаючи з 1983 року, дефлімпійці не могли використовувати під час змагань слухові апарати, щоб вирівняти шанси всіх учасників.

## Дисципліни
Змагання пройшли з 3 дисциплін
| - Швидкісний спуск - Лижні гонки - Ковзанярський спорт |

## Країни-учасники
У X Зимових дефлімпійських іграх взяли участь спортсмени з 15 країн :
| - Австралія - Австрія - Велика Британія - Іспанія - Італія - Канада - Норвегія - СРСР |  | - США - Франція - ФРН - Швейцарія - Швеція - Югославія - Японія |

## Нагороди
Країна господар (Італія)
| Місце    | Країна    | Золото | Срібло | Бронза | Загалом |
| -------- | --------- | ------ | ------ | ------ | ------- |
| 1        | СРСР      | 6      | 7      | 4      | 17      |
| 2        | Франція   | 3      | 3      | 1      | 7       |
| 3        | Канада    | 3      | 0      | 0      | 3       |
| 4        | Норвегія  | 2      | 1      | 6      | 9       |
| 5        | Австралія | 2      | 1      | 0      | 3       |
| 6        | ФРН       | 1      | 0      | 3      | 4       |
| 7        | Італія    | 0      | 2      | 2      | 4       |
| 8        | Швеція    | 0      | 2      | 0      | 2       |
| 9        | Швейцарія | 0      | 1      | 1      | 2       |
| Загалом: | Загалом:  | 17     | 17     | 17     | 51      |